# CIKX-FM
CIKX-FM ist ein Hot-Adult-Contemporary-Radiosender aus Grand Falls, New Brunswick, Kanada. Der Sender sendet aktuelle Charts (Today’s best music) mit einer Leistung von 5000 Watt und wird von Astral Media betrieben.

## Geschichte
Der Sender ging als Tochtersender aus CJCJ-FM in Woodstock, New Brunswick hervor. Im Jahr 2000 wurde der Sender selbständig und eröffnete seine eigenen Studios in Grand Falls. Im Juni 2007 folgte die Ausstrahlung durch einen Tochtersender in Plaster Rock in der gleichen Provinz.

## Programm
- Canadian Top 20
- Wake up with Captain Kirk!
- Rick McGuire
- Shane Button
- Saturday Night Solid Gold with Tim Durling